# Pusté Úľany
Pusté Úľany est un village de Slovaquie situé dans la région de Trnava.

## Histoire
Première mention écrite du village en 1301.[réf. souhaitée]

## Démographie

### Évolution de la population
| Année:               | 1994. | 2004.   | 2014.   | 2024.   |
| -------------------- | ----- | ------- | ------- | ------- |
| Nombre de personnes: | 1519  | 1599    | 1708    | 1822    |
| Différence:          |       | +5,26 % | +6,81 % | +6,67 % |

| Année:               | 2023. | 2024.   |
| -------------------- | ----- | ------- |
| Nombre de personnes: | 1844  | 1822    |
| Différence:          |       | -1,19 % |